# Kollaa (fiume)
Il fiume Kollaa o Kollasjoki (in russo Колласйоки? Kollasjoki, in finlandese Kollaanjoki), Kolos nella parte bassa, è un fiume che scorre nella parte russa della Carelia. Nasce dal lago Kollas"jarvi, nel Suojarvskij rajon, e poi sfocia nel lago Tulmozero, nel Prjažinskij rajon.
Il fiume ha una lunghezza di 57 km, il suo bacino è di 245 km². Il fiume forma molte rapide.
Durante la guerra d'inverno, combattuta fra Finlandia ed Unione Sovietica, vi fu combattuta la battaglia di Kollaa che dal fiume prese il nome, cosiccome 1929 Kollaa, asteroide della fascia principale.